# Liste der Mitglieder der Bremischen Bürgerschaft (14. Wahlperiode)
Die 14. Legislaturperiode der bremischen Bürgerschaft lief von 1995 bis 1999. Sie wurde eingeleitet durch die Wahl vom 14. Mai 1995.
Die SPD erreichte das schlechteste Wahlergebnis aller Zeiten in Bremen. Sie erzielte zwar noch einige Zehntelprozentpunkte mehr als die CDU, dieser kleine Unterschied schlug sich allerdings nicht in der Anzahl der Mandate nieder. Die von unzufriedenen ehemaligen SPD-Mitgliedern gegründete Partei Arbeit für Bremen und Bremerhaven (AFB) erreichte auf Anhieb 10,7 %. Bürgermeister Klaus Wedemeier trat wegen des schlechten Wahlergebnisses zurück. Sein Nachfolger Henning Scherf bildete eine große Koalition mit der CDU.
Die Wahlbeteiligung belief sich auf 68,6 %.

Präsident der Bürgerschaft war der CDU-Abgeordnete Reinhard Metz.

## Wahlergebnis
| Partei   | Stimmenanteil | Mandate |
| -------- | ------------- | ------- |
| SPD      | 33,4 %        | 37      |
| CDU      | 32,6 %        | 37      |
| FDP      | 3,4 %         | 0       |
| Grüne    | 13,1 %        | 14      |
| AFB      | 10,7 %        | 12      |
| Sonstige | 6,8 %         | 0       |

## Abgeordnete
Hinweise: Die Bremerhavener Abgeordneten waren nur im Landtag vertreten. Das Mandat von Senatoren ruhte.
| Mitglied der Bürgerschaft      | Partei   | Bemerkung                                                               |
| ------------------------------ | -------- | ----------------------------------------------------------------------- |
| Hilde Adolf                    | SPD      | nur Landtag                                                             |
| Ralf Bergen                    | CDU      | nur Landtag                                                             |
| Gerlinde Berk                  | SPD      | nur Landtag                                                             |
| Christa Bernbacher             | Grüne    |                                                                         |
| Klaus Bernbacher               | AFB      |                                                                         |
| Jens Böhrnsen                  | SPD      |                                                                         |
| Ralf Borttscheller             | CDU      | bis 4. Juli 1995, danach Senator                                        |
| Klaus Bürger                   | CDU      |                                                                         |
| Claus Dittbrenner              | SPD      | Vizepräsident                                                           |
| Uwe Dittrich                   | CDU      | ab 13. August 1995 für Niederbremer                                     |
| Brigitte Dreyer                | CDU      |                                                                         |
| Jens Eckhoff                   | CDU      |                                                                         |
| Carmen Emigholz                | SPD      |                                                                         |
| Gerhild Engels                 | Grüne    | nur Landtag                                                             |
| Wolfgang Erfurth               | CDU      |                                                                         |
| Manfred Fluß                   | SPD      | ab 5. Juli 1995 für Möbius, davor Senator                               |
| Dieter Focke                   | CDU      |                                                                         |
| Gerold Fuchs                   | AFB      | ab 23. Januar 1998 für Peper                                            |
| Ralf Fücks                     | Grüne    | Fraktionssprecher, bis 31. August 1996 (Verzicht)                       |
| Dieter Gerdes                  | CDU      | ab 5. Juli 1995 für Senator Schulte                                     |
| Hans-Georg Gerling             | CDU      | ab 5. Juli 1995 für Senator Nölle                                       |
| Brigitte Ginda                 | AFB      | ab 6. März 1998 für Rebers                                              |
| Elisabeth Hackstein            | Grüne    | Fraktionssprecherin, bis 25. Februar 1996 (Verzicht)                    |
| Almut Haker                    | CDU      | ab 9. Mai 1997 für Meier-Hedde, bis 10. Oktober 1997 (Mandat erloschen) |
| Waltraud Hammerström           | SPD      |                                                                         |
| Catrin Hannken                 | CDU      | nur Landtag, Schriftführerin                                            |
| Monika Harms                   | CDU      |                                                                         |
| Karla Hense-Brosig             | AFB      |                                                                         |
| Rolf Herderhorst               | CDU      |                                                                         |
| Ludwig Hettling                | AFB      |                                                                         |
| Arendt Hindriksen              | Grüne    |                                                                         |
| Ulrike Hövelmann               | SPD      |                                                                         |
| Werner Hoyer                   | SPD      | nur Landtag                                                             |
| Gisela Hülsbergen              | SPD      |                                                                         |
| Horst Isola                    | SPD      |                                                                         |
| Jörg Jäger                     | CDU      |                                                                         |
| Wolfgang Jägers                | SPD      |                                                                         |
| Jürgen Janke                   | SPD      | bis 4. Juli 1995 (Mandat erloschen)                                     |
| Helga Jansen                   | SPD      |                                                                         |
| Bringfriede Kahrs              | SPD      | bis 4. Juli 1995, danach Senatorin                                      |
| Jörg Kastendiek                | CDU      |                                                                         |
| Hermann Kleen                  | SPD      |                                                                         |
| Barbara Klöpper                | SPD      | Stellv. Fraktionsvorsitzende                                            |
| Erwin Knäpper                  | CDU      | nur Landtag                                                             |
| Sigrid Koestermann             | CDU      |                                                                         |
| Werner Krone                   | SPD      |                                                                         |
| Elke Kröning                   | AFB      | Fraktionssprecherin, im März 1999 ausgeschieden                         |
| Karin Krusche                  | Grüne    | bis 5. Juli 1995 (Mandat erloschen), ab 4. März 1996 für Hackstein      |
| Peter Kudella                  | CDU      | bis 3. Juli 1995 (Verzicht)                                             |
| Hermann Kuhn                   | Grüne    | Vizepräsident                                                           |
| Hasso Kulla                    | SPD      |                                                                         |
| Eva-Maria Lemke                | SPD      | ab 5. Juli 1995 für Janke, davor Senatorin                              |
| Werner Lenz                    | AFB      | nur Landtag                                                             |
| Detmar Leo                     | SPD      |                                                                         |
| Karoline Linnert               | Grüne    |                                                                         |
| Andreas Lojewski               | AFB      | Fraktionssprecher                                                       |
| Frank Lutz                     | CDU      |                                                                         |
| Albert Marken                  | AFB      | nur Landtag                                                             |
| Marlies Marken                 | SPD      | nur Landtag, Schriftführerin                                            |
| Ilse Mehrkens                  | SPD      |                                                                         |
| Jens Meier-Hedde               | CDU      | bis 30. April 1997 (Verzicht)                                           |
| Reinhard Metz                  | CDU      | Bürgerschaftspräsident                                                  |
| Renate Möbius                  | SPD      | bis 4. Juli 1995 (Mandat erloschen)                                     |
| Klaus-Dieter Möhle             | Grüne    | ab 9. September 1996 für Fücks                                          |
| Elisabeth Charlotte Motschmann | CDU      | Stellv. Fraktionsvorsitzende                                            |
| Viola Mull                     | CDU      | ab 4. Juli 1995 für Kudella                                             |
| Dieter Mützelburg              | Grüne    | Fraktionssprecher                                                       |
| Ronald-Mike Neumeyer           | CDU      | Fraktionsvorsitzender                                                   |
| Günter Niederbremer            | CDU      | bis 16. Juli 1995, danach Staatsrat                                     |
| Ulrich Nölle                   | CDU      | bis 4. Juli 1995 und wieder ab 11. Oktober 1997, dazwischen Senator     |
| Horst Ochs                     | AFB      |                                                                         |
| Karl Uwe Oppermann             | CDU      |                                                                         |
| Lutz H. Peper                  | AFB      | bis 13. Januar 1998 (Verzicht)                                          |
| Klaus Peters                   | CDU      |                                                                         |
| Wolfgang Pfahl                 | CDU      | nur Landtag, ab 31. Oktober 1997 für Wilhelms                           |
| Helmut Pflugradt               | CDU      | stellv. Fraktionsvorsitzender                                           |
| Bernd Ravens                   | CDU      | nur Landtag, Stellv. Fraktionsvorsitzender                              |
| Friedrich Rebers               | AFB      | Fraktionssprecher, bis 23. Februar 1998 (Verzicht)                      |
| Ingrid Reichert                | SPD      |                                                                         |
| Rolf Reimers                   | AFB      |                                                                         |
| Thomas Röwekamp                | CDU      | nur Landtag                                                             |
| Frank Schildt                  | SPD      | nur Landtag                                                             |
| Karl-Heinz Schreiber           | Grüne    | nur Landtag                                                             |
| Karl-Heinz Schreiber           | SPD      |                                                                         |
| Ulrike Schreiber               | CDU      |                                                                         |
| Klara Schreyer                 | CDU      |                                                                         |
| Wolfgang Schrörs               | CDU      |                                                                         |
| Wedige von der Schulenburg     | CDU      |                                                                         |
| Bernt Schulte                  | CDU      | bis 4. Juli 1995, danach Senator                                        |
| Uwe Siefert                    | CDU, AFB | ab 5. Juli 1995 für Borttscheller, ab 1999 AFB                          |
| Carsten Sieling                | SPD      |                                                                         |
| Peter Sörgel                   | SPD      |                                                                         |
| Maria Spieker                  | Grüne    |                                                                         |
| Elke Steinhöfel                | SPD      |                                                                         |
| Silke Striezel                 | CDU      |                                                                         |
| Gerhard Thielemann             | AFB      | ab 15. März 1999 für Kröning                                            |
| Martin Thomas                  | Grüne    |                                                                         |
| Wilfried Töpfer                | SPD      | nur Landtag, Stellv. Fraktionsvorsitzender                              |
| Helga Trüpel                   | Grüne    | Fraktionssprecherin, ab 5. Juli 1995 für Krusche, davor Senatorin       |
| Karin Tuczek                   | CDU      | nur Landtag                                                             |
| Sabine Uhl                     | SPD      | ab 5. Juli 1995 für Senatorin Kahrs                                     |
| Evelyn Waidelich               | CDU      | nur Landtag                                                             |
| Edith Wangenheim               | SPD      |                                                                         |
| Elisabeth Wargalla             | Grüne    |                                                                         |
| Christian Weber                | SPD      | Fraktionsvorsitzender                                                   |
| Klaus Wedemeier                | SPD      | ab 5. Juli 1995 für Wischer, davor Präsident des Senats                 |
| Andreas Weichelt               | SPD      |                                                                         |
| Patrick Wendisch               | AFB      |                                                                         |
| Heinz Wenke                    | SPD      | nur Landtag                                                             |
| Cornelia Wiedemeyer            | SPD      |                                                                         |
| J. Henry Wilhelms              | CDU      | nur Landtag, bis 28. Oktober 1997 (Verzicht)                            |
| Edith Wilts                    | CDU      | nur Landtag                                                             |
| Sibylle Winther                | CDU      |                                                                         |
| Christine Wischer              | SPD      | bis 4. Juli 1995, danach Senatorin                                      |
| Barbara Wulff                  | SPD      |                                                                         |
| Helmut Zachau                  | Grüne    |                                                                         |